# Telegrammkrise

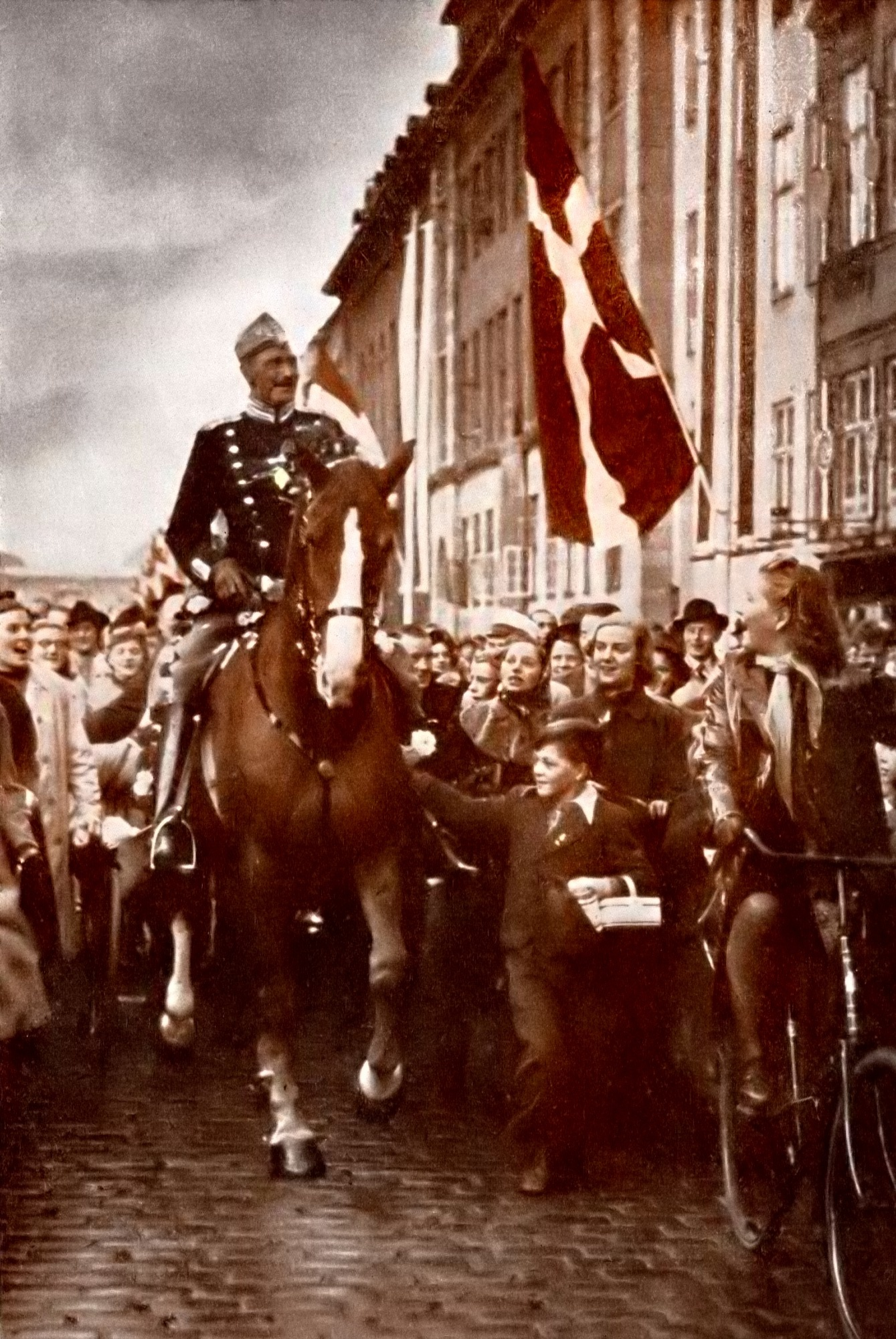
König Christian X. an seinem Geburtstag 1940

Die Telegrammkrise war eine diplomatische Krise zwischen Dänemark und dem Deutschen Reich im Oktober und November 1942. 
Dänemark unter deutscher Besatzung stellte bis 1943 deshalb einen Sonderfall dar, da sich Dänemark auch völkerrechtlich nicht im Krieg mit dem Deutschen Reich befand. Oberster deutscher Repräsentant war der Reichsbevollmächtigte und Botschafter Cécil von Renthe-Fink. Außerdem blieben die dänische Zivilverwaltung und die Regierung bis 1943 im Wesentlichen unangetastet. Gleichwohl wurde die deutsche Besatzung spätestens ab 1942 als zunehmende Belastung empfunden.
Am 26. September 1942 sandte Adolf Hitler ein Glückwunschtelegramm mit dem Wortlaut: „Euerer Majestät übermittle ich zum Geburtstage meine aufrichtigen Glückwünsche“ an König Christian X. aus Anlass von dessen 72. Geburtstag. Der König antwortete, wie er es auch in den vorigen Jahren getan hatte, mit einem Telegramm, welches ohne die Unterschrift nur fünf Worte umfasste: „Spreche Meinen besten Dank aus. Christian Rex.“ Die  Antwort kam zufällig Hitler vor Augen und wurde von ihm mit Empörung aufgenommen.
Diese vermutlich nicht absichtlich kundgetane Geringschätzung Hitlers hatte für Dänemark ungeahnte Folgen. Der deutsche Botschafter wurde aus Kopenhagen abgezogen und der dänische aus dem Deutschen Reich ausgewiesen. Versuche auch von Kronprinz Frederik IX., Hitler zu besänftigen, schlugen fehl. Anfang November wurde der abgezogene deutsche Botschafter in Dänemark ersetzt durch SS-Obergruppenführer Werner Best, der einen wesentlich härteren Ton anschlug. Außerdem wurden alle noch einsatzbereit verbliebenen dänischen Truppen General Hermann von Hanneken unterstellt und aus Jütland abgezogen, was im weiteren Verlauf auch zur Selbstversenkung der dänischen Flotte führte. Im Übrigen wurde Druck dahingehend ausgeübt, dass Ministerpräsident Vilhelm Buhl zurücktreten musste. Buhl wurde ersetzt durch Erik Scavenius, den man aus deutscher Sicht für geeigneter hielt. 
Ursache der Krise war nicht nur das besagte Telegramm, sondern auch die zunehmende dänische Widerstandsbewegung, die die Deutschen in Dänemark immer stärker zu spüren bekamen.